# کوکوبو بیوتی
کوکوبو بیوتی (انگلیسی: Beauty Kokubu؛ زادهٔ ۱۲ نوامبر ۱۹۷۳) امپرسیونیسم اهل ژاپن است.